# Liste des évêques de Wa
Cette page présente la liste des évêques de Wa, au Ghana. 

Le diocèse de Wa (Dioecesis Vaensis) est créé le 3 novembre 1959, par détachement de celui de Tamale (en).

## Sont évêques
- 16 mars 1960-18 novembre 1974 : Peter Dery (Peter Poreku Dery)
- 18 novembre 1974-26 mars 1994 : Gregory Kpiebaya (Gregory E. Kpiebaya)
- 19 décembre 1994-17 février 2016 : Paul Bemile
- depuis le 17 février 2016 : Richard Baawobr (Richard Kuuia Baawobr), M. Afr

## Sources
- Fiche du diocèse sur le site catholic-hierarchy.org